# Tropidurus xanthochilus
Tropidurus xanthochilus là một loài thằn lằn trong họ Tropiduridae. Loài này được Harvey & Gutberlet miêu tả khoa học đầu tiên năm 1998.